# Henry Cubitt (4e baron Ashcombe)
Henry Edward Cubitt, 4e baron Ashcombe (31 mars 1924 - 4 décembre 2013), est un pair britannique. Il est le fils de Roland Cubitt, 3e baron Ashcombe, et de Sonia Rosemary Keppel, et l'oncle et parrain de Camilla Shand, reine consort du Royaume-Uni depuis 2022 en tant qu'épouse de roi Charles III.

## Formation et carrière
Formé au Collège d'Eton, il sert dans la Royal Air Force pendant la Seconde Guerre mondiale. Après la guerre, il devient président de Holland, Hannen &amp; Cubitts, l'entreprise familiale de construction . Il est Consul général de Monaco basé à Londres de 1961 à 1968.

## Famille
Il s'est marié trois fois sans descendance :
- Ghislaine (née Dresselhuys) comtesse de Caledon (ex-épouse de Denis Alexander, 6e comte de Caledon), mariée à Lord Ashcombe de 1955 à 1968. En 1972, elle épouse Adrian Foley (8e baron Foley) (en).
- Virginia Carington (fille de Peter Carington, 6e baron Carrington), mariée à Lord Ashcombe de 1973 à 1979. Elle est maintenant une assistante spéciale du prince de Galles et de la duchesse de Cornouailles.
- Mary Elizabeth Chipps, mère de deux enfants de son précédent mariage avec Mark Dent-Brocklehurst, épouse Lord Ashcombe en 1979 au château de Sudeley, que Lady Ashcombe possède en partie avec ses enfants. La forteresse médiévale, située dans les Cotswolds, est la demeure de Lady Ashcombe.

Le cousin germain de Lord Ashcombe, Mark Cubitt, né en 1964, est maintenant le 5e baron Ashcombe.